# Benetton B200
La Benetton B200 è una vettura di Formula 1, con cui la scuderia italiana affronta il campionato 2000.
Per il terzo anno consecutivo furono confermati come piloti Giancarlo Fisichella e Alexander Wurz e i motori furono forniti ancora dalla Supertec e ribattezzati Playlife.

## Aspetti tecnici
La Benetton B200 presentava un'aerodinamica molto più semplificata rispetto alla B199, che si rivelò molto più efficace, e il nuovo motore Supertec FB-02, oltre a essere più potente del precedente, si dimostrò nel complesso anche più affidabile. 
La monoposto assunse poi una livrea molto più uniforme, quasi interamente azzurra, arricchita dal blu dei deflettori laterali.

## Stagione
Come già avvenuto nei due anni precedenti anche nel 2000 il team visse un'ottima prima parte di stagione, a cui seguì un drastico calo di prestazioni nella seconda parte, ma nel complesso la B200 si dimostrò più performante della B199, sia in qualifica che in gara: nelle prime otto gare arrivarono 18 punti, tutti grazie a Fisichella che concluse 2° in Brasile, 3° a Montecarlo e in Canada, e 5° in Australia e al Nürburgring, portando il team in terza posizione nel mondiale costruttori; nei successivi nove GP invece la scuderia riuscì di nuovo ad andare a punti solo un'altra volta, grazie a Wurz che giunse 5° a Monza; un altro acuto tuttavia si ebbe a Hockenheim, dove Fisichella aveva ottenuto un promettente 4º tempo in prova, dovendosi però ritirare già alla prima curva per un incidente con la Ferrari di Michael Schumacher.
La stagione si concluse leggermente meglio della precedente, con il 4º posto e un bottino di 20 punti, a pari merito con la BAR-Honda, rispetto a cui però il team di Enstone risultò favorito per i migliori piazzamenti ottenuti.

## Risultati completi in Formula 1
| Anno | Team             | Motore                | Gomme | Piloti     |   |     |    |   |    |    |     |   |     |     |     |     |     |    |     |     |   | Punti | Pos. |
| ---- | ---------------- | --------------------- | ----- | ---------- | - | --- | -- | - | -- | -- | --- | - | --- | --- | --- | --- | --- | -- | --- | --- | - | ----- | ---- |
| 2000 | Benetton Formula | Playlife FB02 3.0 V10 | B     | Fisichella | 5 | 2   | 11 | 7 | 9  | 5  | 3   | 3 | 9   | Rit | Rit | Rit | Rit | 11 | Rit | 14  | 9 | 20    | 4º   |
| 2000 | Benetton Formula | Playlife FB02 3.0 V10 | B     | Wurz       | 7 | Rit | 9  | 9 | 10 | 12 | Rit | 9 | Rit | 10  | Rit | 11  | 13  | 5  | 10  | Rit | 7 | 20    | 4º   |